# Moline (Illinois)
Moline é uma cidade localizada no estado americano de Illinois, no Condado de Rock Island. A cidade foi fundada no século XIX.

## Demografia
Segundo o censo americano de 2000, a sua população era de 43.768 habitantes.
Em 2006, foi estimada uma população de 42.916, um decréscimo de 852 (-1.9%).

## Geografia
De acordo com o United States Census Bureau tem uma área de 41,0 km², dos quais 40,4 km² cobertos por terra e 0,6 km² cobertos por água.

## Localidades na vizinhança
O diagrama seguinte representa as localidades num raio de 8 km ao redor de Moline.